# Artur Stölzel
Artur Stölzel (1. ledna 1868 Vídeň – 19. března 1933 Salcburk) byl rakouský politik, na počátku 20. století poslanec Říšské rady.

## Biografie
Vychodil národní školu a gymnázium. Absolvoval práva na Vídeňské univerzitě. Působil jako dvorní a soudní advokát v Salcburku. Angažoval se politice jako člen německých politických stran. Byl starostou města Maxglan a od roku 1902 poslancem Salcburského zemského sněmu.
Na počátku 20. století se zapojil i do celostátní politiky. Ve volbách do Říšské rady roku 1907, konaných poprvé podle všeobecného a rovného volebního práva, získal mandát v Říšské radě (celostátní zákonodárný sbor) za obvod Salcbursko 2. Usedl do poslanecké frakce Německý národní svaz, do kterého se sloučily německé konzervativně-liberální a nacionální politické proudy. Mandát obhájil za týž obvod i ve volbách do Říšské rady roku 1911. Ve vídeňském parlamentu setrval až do zániku monarchie. K roku 1911 se profesně uvádí jako advokát a náměstek zemského hejtmana.
V letech 1918–1919 zasedal jako poslanec Provizorního národního shromáždění Německého Rakouska (Provisorische Nationalversammlung), nyní za Německou nacionální stranu (DnP).